# Воррен Трасс
Воррен Еррол Трасс (англ. Warren Errol Truss; нар. 8 жовтня 1948, Кінгарой, Квінсленд) — австралійський політик, Член Національної партії Австралії (федеральний рівень) і Ліберальної національної партії Квінсленда (на рівні штату). З 1990 по 2016 рр. — член парламенту, з 2007 по 2016 рр. — федеральний лідер НПА, з 2013 по 2016 рр. — заступник прем'єр-міністра Австралії (міністр з питань інфраструктури та регіонального розвитку).
Трасс працював фермером у штаті Квінсленд. З 1976 по 1990 рр. він входив до ради графства Кінгарой, очолював раду з 1983 по 1990 рр. У 1988 р. він був кандидатом у члени парламенту.
Він був членом тіньового уряду з 1994 по 1996 рр., заступником голови парламенту з 1997 по 1998 рр., міністром митниці та споживання 1997 по 1998 рр. і міністром громадських служб з 1998 по 1999 рр. Він також був міністром сільського господарства, рибальства та лісового господарства з 1999 по 2005 рр.
З 2005 по 2006 рр. — міністр транспорту і регіональних служб.
З 2006 по 2007 рр. — міністр торгівлі.